# Gustave Wyns
Gustave André Jacques Wyns (Brussel, 6 juli 1900 - Brussel, 29 december 1964) was een Belgisch volksvertegenwoordiger.

## Levensloop
Wyns was industrieel en lid van de Kamer van volksvertegenwoordigers in de periode 1936 tot 1939 voor de partij Rex. Hij had zitting voor het kiesarrondissement Doornik-Aat.